# Kanton Macouria

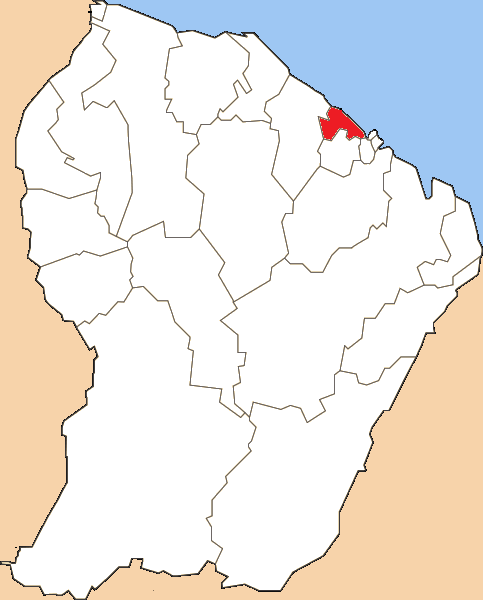
Katon Macouria auf der Landkarte in rot

Der Kanton Macouria war ein französischer Kanton im Arrondissement Cayenne in Französisch-Guayana.
Der Kanton war identisch mit der Gemeinde Macouria und hatte 10.358 Einwohner (2012).